# Galàxies dels Ratolins
NGC 4676, o també anomenades Galàxies dels Ratolins, són dues galàxies espirals en la constel·lació de Coma Berenices. A uns 290 milions d'anys llum, són presents en el procés de col·lisió i de fusió. El seu nom fa referència a la llarga cua produïda per la força de marea, la diferència relativa entre la força gravitatòria en les parts tant llunyanes com properes de cada galàxia coneguda allà com a marea galàctica. Membres del Cúmul de Coma, hi ha una possibilitat que ambdues galàxies hagin experimentat una col·lisió, i seguiran produint aquesta col·lisió fins que s'ajuntin completament.
Els colors de la galàxia són peculiars. En la galàxia NGC 4676A, (a la foto de la dreta), el nucli amb algunes marques negres està envoltat per una blavós residu dels braços de l'espiral. La cua és rara, començant blava i acabant en un color grogós, tot i el fet que el començament de cada braç normalment cada galàxia espiral comença groga i fina en un color blavós. La segona galàxia (NGC 4676B, a l'esqerra) és més normal, amb un color nucli grogós i dos arcs; les restes dels braços són igualment blavoses.
Aquestes galàxies varen ser fotografiades pel Telescopi espacial Hubble.
|  |